# Chamborand
Chamborand ist eine französische Gemeinde mit 243 Einwohnern (Stand 1. Januar 2022) im Département Creuse in der Region Nouvelle-Aquitaine; sie gehört zum Arrondissement Guéret und zum Kanton Le Grand-Bourg. Im südwestlichen Gemeindegebiet verläuft das Flüsschen Peyroux, das zur Gartempe entwässert.

## Wappen
Beschreibung: In Gold ein rot gezungter und rot bewehrter schwarzer Löwe.

## Bevölkerungsentwicklung

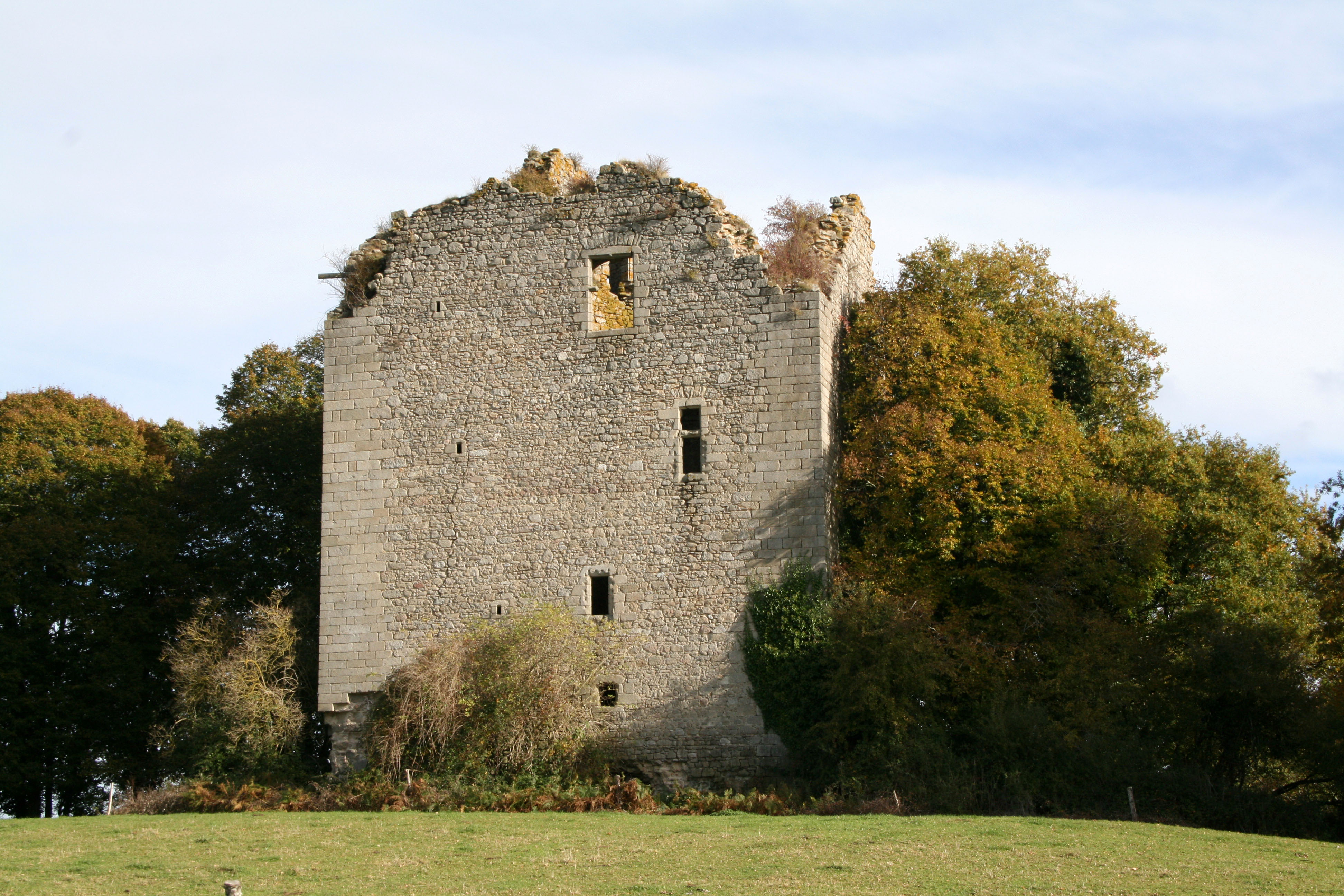
Donjon Chamborand, Monument historique

| Jahr      | 1962 | 1968 | 1975 | 1982 | 1990 | 1999 | 2007 | 2016 |
| Einwohner | 239  | 310  | 283  | 277  | 266  | 237  | 235  | 245  |